# Woonbeurs
Een woonbeurs is een tentoonstelling, waar bedrijven hun nieuwe of verbeterde producten en diensten tentoonstellen en demonstreren, rond het thema wonen. Vaak worden themagroepen geformeerd zoals seniorenmeubelen, buitenkeukens, woontextiel en vloerbedekking, zodat bezoekers per groep geïnformeerd kunnen worden.

## De Woonbeurs
De Woonbeurs is een jaarlijks evenement in het RAI-gebouw te Amsterdam. Op de woonbeurs zijn vele facetten rond wonen te zien. Vier hallen zijn onderverdeeld in thema's genaamd Home, Style, Design en Outdoor. In 2010 werd de beurs voor de zeventiende maal georganiseerd. Bezoekers kunnen collecties en producten ontdekken, ideeën opdoen over woninginrichting of zich laten adviseren door specialisten.